# Hewitt-Satellitenkamera
Die Hewitt-Satellitenkamera wurde in den 1960er-Jahren von J. Hewitt in England entwickelt und zwei Exemplare für Zwecke der Satellitengeodäsie gebaut.
Die Kameras besitzen eine Schmidt-Optik mit Bildfeldebner von 24,8 Zoll Apertur (63 cm), ein Öffnungsverhältnis von 1:1, ein Bildfeld von 10° und sind vergleichbar den bekannteren Baker-Nunn-Kameras des SAO (USA). Ihre dreiachsige Montierung wird aber nicht den Satelliten nachgeführt, um die Fehler der Bewegungskompensation zu vermeiden. Sie kann daher nicht so gut schwache Satelliten beobachten, dafür aber genauer als 1".
Eingesetzt wurde die am Royal Radar Establishment im südenglischen Malvern entwickelte Kamera u. a. auch in Edinburgh (Schottland) und auf australischen Satellitenstationen. 
Siehe auch: Satellitenbeobachtung